# Amt Bilderlahe
Das Amt Bilderlahe war ein historisches Verwaltungsgebiet des Hochstifts Hildesheim bzw. von 1815 bis 1852 des Königreichs Hannover.

## Geschichte
Das Amt Bilderlahe geht auf das Zubehör der von einer Nebenlinie der Woldenberger Grafen errichteten Burg Wohlenstein zurück, die 1357 durch Kauf in den Besitz der Bischöfe von Hildesheim kam. 1519 fiel sie an das Herzogtum Braunschweig-Lüneburg, das den Amtssitz 1523 von der inzwischen zerstörten Burg nach Bilderlahe verlagerte.
1643 fiel das Amt wieder an das Hochstift Hildesheim. Es blieb eines der kleinsten Ämter des Hochstifts, ein schmales Grenzamt, das wenig entwickelt wurde. Zu Ehren von Bischof Maximilian Heinrich wurde 1672 eine Gravur auf dem Türbogen des 1637 errichteten Amtshauses aus Fachwerk angebracht, was in der heutigen Domäne noch ersichtlich ist.
Zur Zeit der französisch-westphälischen Herrschaft (1807–1813) gehörte ein Teil des Amtes zum Kanton Seesen im Distrikt Einbeck, der andere Teil zum Distrikt Goslar. Nach dem Ende der französischen Besetzung wurde das Amt wiederhergestellt und 1815 um einige Orte vergrößert. Die weitere Verwaltungsgeschichte ist mit ständigen Ämterwechseln eine der am wenig kontinuierlichsten des alten Hildesheimer Territoriums. 1828 wurde der Verwaltungssitz in das Kloster Lamspringe verlegt und das Amt um das Amt Winzenburg erweitert. 1836 wurde das neue Amt Alfeld (Leine) mit Amtssitz im Alfelder Rathaus abgetrennt.
1852 wurde das Amt Bilderlahe in Amt Lamspringe umbenannt, dem die Altorte aber nicht mehr oder nur kurz angehörten: 1852 kamen Dahlum, Klein Ilde und Wohlenhausen, 1854 auch Groß Rhüden, Mechtshausen und Bilderlahe ins alt-hannoversche Amt Bockenem, das 1885 im neuen Kreis Marienburg aufging.

## Gemeinden
Die folgende Tabelle listet alle Gemeinden, die dem Amt Bilderlahe bis 1807 angehört haben und ihre Gemeindezugehörigkeit heute. In Spalte 2 ist die Anzahl aller Haushalte im Jahre 1760 verzeichnet, und zwar Freie Häuser, Vollhöfe, Halbspännerhöfe, Viertelspännerhöfe, Großköthnerhöfe, Kleinköthnerhöfe und Brinksitzer zusammengenommen (im Original jeweils einzeln aufgeführt). In Spalte 3 ist zum Vergleich die Einwohnerzahl im Jahr 1910 verzeichnet, in Spalte 4 die heutige Gemeindezugehörigkeit.
| Altgemeinde  | Haushalte | 1910  | heutige Gemeinde | Anmerkung |
| ------------ | --------- | ----- | ---------------- | --- |
| Bilderlahe   | 9         | 232   | Seesen           | Bilderlage, Amtshaus mit Mahlmühle, Papiermühle und Ölmühle                                                        |
| Dahlum       | 57        | 491   | Bockenem         | nach 1830 Königsdahlum, mit Vorwerk                                                                                |
| Groß Rhüden  | 93        | 2.108 | Seesen           | darin 1 Salzwerk                                                                                                   |
| Hever        | 1         | -     | Seesen           | ein Vorwerk südlich von Bilderlahe, gelegen an der Grenze zum Fürstentum Braunschweig                              |
| Klein Ilde   | 13        | 70    | Bockenem         | Klein Ille. Exklave im Amt Winzenburg, angrenzend an die braunschweigische Exklave Bodenburg                       |
| Mechtshausen | 52        | 505   | Seesen           | |
| Wohlenhausen | ?         | 162   | Bockenem         | das Dorf taucht nicht in der Statistik 1760 auf, wohl aber 1740 und 1823, und gehörte eindeutig zum Amt Bilderlahe |

Von 1815 bis 1852 gehörten folgende Gemeinden zusätzlich zum Amt Bilderlahe:
- Lamspringe
- Wöllersen
- Neuhof
- Glashütte
- Wolfshagen
- Hahausen

## Drosten und Amtmänner

### Drosten
- 1697–1712: Hohann Sigismund von Frentz
- 1712–1729: Johann Matthias Friedrich von Westerholt
- 1729–1742: Franz Edmund von Weichs
- 1742–1762: Adolf von Weichs
- 1762–1802: Clemens August von Weichs

### Amtmänner
- Um 1566: Samson Sturz

...
- 1634–1643: Barthold Olxen, lüneburgischer Amtmann
- 1643–1644: Johann Heinrich Kerckmann
- 1645–1662: Andreas Kempis
- 1662–1665: Jobst Conrad Dauber
- 1666–1667: Christian Kessel
- 1667–1689: Bernhard Thomas
- 1697–1728: Arnold Wilhelm Meyer
- 1728–1769: Heinrich Theobald Stolte
- 1754–1790: Jochen Hinrich Stolte
- 1790–1798: Karl Ludwig Stolte
- 1798–1799: Franz Josef Anton von Fumettio
- 1799–1803: Justin Franz Dröge
- Unter preußischer bzw. westphälischer Herrschaft
- 1818–1832: Heinrich Salomon Rudolph Lehmann, Amtmann
- 1833–1849: Heinrich Diederich Crusen, Kanzleirat
- 1849–1853: Hermann Otto Joseph von Lochhausen, Amtmann